# Chrysiridia rhipheus
Chrysiridia rhipheus és una espècie de lepidòpter ditrisi de la família dels urànids (Uraniidae). És una gran arna, però de vol diürn i vistosos colors. Té una envergadura alar d'entre 70 a 90 mm. Se la considera un dels lepidòpters més impressionants i bells del món. Famosa arreu del món, apareix en molts coffee table books sobre lepidòpters i és molt buscada pels col·leccionistes. És molt acolorida, però molts d'aquests colors no es formen per pigments, sinó mitjançant fenòmens físics com la polarització, iridescència o refracció de la llum en les escates de les ales. Per això, és una espècie objecte de nombrosos estudis òptics.
L'entomòleg britànic Dru Drury la considerà una papallona i la va descriure per primer cop el 1773 dins del gènere Papilio. El 1823, Jakob Hübner la va reclassificar al gènere d'arnes Chrysiridia. Més endavant, altres descripcions van donar lloc a sinònims diversos, com Chrysiridia madagascarensis (Lesson, 1831).
Al principi, es creia que era originària de la Xina o Bengala, però després es va descobrir que era endèmica de Madagascar. Es troba en diferents regions de l'illa depenent del moment de l'any, amb màxims poblacionals entre març i agost i mínims entre octubre i desembre. Cada any protagonitza una migració on milers d'individus volen de l'est fins a l'oest de l'illa.
Les femelles ponen aproximadament vuitanta ous al revers de les fulles d'euforbiàcies del gènere Omphalea. Les larves són blanquinoses i groguenques amb taques negres, potes vermelles i pèls negres. La seda que generen les ajuda a aferrar-se a les fulles i a enfilar-se a la planta si cauen. S'han especialitzat a alimentar-se únicament de les quatre espècies del gènere Omphalea de Madagascar, que són tòxiques, de tal manera que les erugues segresten les toxines i les retenen en les etapes pupal i adulta.  Després de completar el quart estadi, formen una crisàlide. Aquest estat de pupa dura entre setze i vint-i-tres dies.

## Taxonomia
Va ser descrita per primera vegada per Dru Drury el 1773, basant-se en un exemplar propietat d'un mariner anglès (el capità May de Hammersmith, Londres) i suposadament portat de la Xina. Per les seves similituds amb els membres de la família Papilionidae, Drury la nomenà sota el nom de Papilio rhipheus.  L'holotip estudiat per l'entomòleg tenia col·locat el cap d'una altra espècie, probablement d'una papallona, les antenes de la qual eren fines i filamentoses; aquest terme és freqüentment emprat per diferenciar arnes de papallones. Una vegada reconegut l'error, l'espècie es reclassificà al gènere Urania fins que el 1823 l'entomòleg alemany Jakob Hübner la classificà en un nou gènere, Chrysiridia. Posteriorment se la va descriure amb altres noms. Com que Drury havia afirmat que posseïa antenes filamentoses i que li mancava cua, William Swainson pensà que aquest i l'exemplar descrit per Pieter Cramer eren dues espècies diferents i, el 1833, nomenà a la teòrica papallona Rhipheus dasycephalus, i a l'altra espècie Leilus orientalis. Altres sinònims inclouen noms com Urania cameri per Maasen el 1879, i U. rhipheus var. madagascarenis per Lesson el 1831.
El gèner Chrysiridia és íntegrament africà i inclou únicament a una altra espècie, Chrysiridia croesus. És també un dels tres gèneres diürns dins de la subfamília Uraniinae, junt amb Urania i Alcides. Aquest últim s'alimenta de plantes dels gèneres Endospermum i Omphalea, mentre que els altres dos, solament d'aquest últim.

## Descripció
C. rhipheus posseeix una envergadura de 70 a 90 mm i, excepcionalment, fins a 110 mm. Els individus de les terres altres (de 900 a 1080 msnm), amb una mitjana de 700 mm són més petits que els de menor altitud, que tenen una mitjana de 900 mm. Com moltes altres espècies dins de la família, s'assembla a un papiliònid, especialment per les seves cues i la coloració de les ales, pel que pot ser fàcilment confosa amb una papallona.
Aquest insecte és de fons negre i presenta marques de color blau, verd i vermell iridescent. Posseeix tons blanquinosos en les zones marginals de les ales. També tenen 6 cues, les dels extrems més llargues i les quatre més properes a l'abdomen més curtes, que freqüentment perden o es malmeten durant la seva vida. Les variacions en el partó de les ales són comunes i els individus solen ser parcialment asimètrics, fenomen causat per factors tals com canvis bruscos de temperatura durant la fase de crisàlide.

Chrysiridia rhipheus Les dues cares de la mateixa mostra

### Microestructura de les ales
A diferència de moltes altes arnes, els colors de les ales d'aquesta espècie no provenen de pigments, sinó que s'originen per la dispersió coherent i la interferència de la llum en les escames en forma de cinta que cobreixen les ales:
- Una cutícula de moltes capes en les escames produeix interferències òptiques. Cada escama conté capes de cutícula amb llocs de major acumulació d'aquesta localitzats de forma arbitrària que deixen un espai d'aire entre si. Aquest espai lliure és més estret que la longitud d'ona de la llum visible. Aquesta estructura abasta des d'una capa en l'extrem proximal de cada escama fins quasi a sis capes en el seu punt distal. Això fa que es reflecteixin fortament certes longituds d'ona, determinada per l'espessor de les capes i l'angle que la llum incideix sobre l'escama.[8]

- Les escames són corbes, cosa que genera reflexos entre elles. Aquest mecanisme és inusual entre els lepidòpters. La part proximal de cada escama és quasi plana; després es corba i es doblega prop del punt distal, cobrint la part proximal de les escames següents. Per aquesta disposició, les escames adjacents posseeixen solcs entre si, el que permet a la llum impactar sobre una, reflectir-se en un angle de 90°, impactar sobre la següent i ser reflectida des de l'ala. Ja que l'angle de reflexió dista molt del normal, l'efecte d'interferència afavoreix el reflex de diferents colors que es veuen quan la llum impacta prop de la part corba de l'escama.[8]

A causa que les capes de cutícula estan organitzades en grups, amb una corba cilíndrica, aquest segon tipus de reflex depèn de la polarització de la llum incident. Molts insectes poden detectar la polarització de la llum, així doncs es proposà que aquesta característica pugui ser utilitzada com a senyal visual entre individus.
Totes aquestes característiques físiques fan d'aquesta espècie i de les del gènere Urania, objecte d'estudi habitual en òptica.

## Hàbitat i distribució

Distribució de las poblacions dOmphalea a Madagascar.

Segons les descripcions de Drury, l'espècimen que obtingué Hammersmith provenia de la Xina. Més tard, l'entomòleg holandès Pieter Cramer va creure que aquesta espècie era originària de Chandernagor, Bengala, donant lloc al seu nom en francès, page de Chadernagor. Actualment se sap que és endèmica de Madagascar. Es troba pràcticament en tota l'illa, excepte al sud-oest i a l'extrem subdesèrtic d'Androy, on el gènere de plantes Omphalea, del que s'alimenten, està absent.
Cada estació, milers d'arnes adultes migren entre les diferents poblacions d'aquesta planta que es troben geogràficament aïllades i distanciades en l'illa. Migren des de l'àrea protegida dels boscos caducidolis de l'oest, on es troben les espècies O. ankaranensis, O. occidentalis i  O. palmata, fins a la selva de l'est, on creix O. oppositifolia, les poblacions de la qual es troben disperses, fortament segregades i amenaçades per la desforestació. Aquesta planta és de vital importància per a la supervivència de l'espècie, ja que és l'única perenne del gènere. L'espècie de Jamaica, Urania sloanus, de la mateixa subfamília, es va extingir molt probablement després de desaparèixer una de les seves plantes hostes.
Les arnes migren en resposta als canvis fisiològics de les plantes nutrícies. Les larves defolien tota la planta i fins i tot es mengen les flors i fruits. Això té un impacte considerablement negatiu en la reproducció de l'espècie vegetal. Probablement, les plantes reaccionen canviant les concentracions de nutrient i compostos secundaris, cosa que les torna tòxiques i causen un augment de la taxa de mortalitat de les larves. Les poblacions d'Omphalea que no són malmeses per les arnes per períodes llargs, tenen una toxicitat menor. Quan això succeeix, es produeix un increment massiu de poblacions de C. rhipheus, seguit de disminucions sobtades. Aquests colls d'ampolla són el resultat de l'alta mortalitat de les larves, però també de la migració de les arnes adultes. A més a més, les plantes, a través de substàncies químiques, atreuen parasitoides himenòpters com a protecció; compleixen un paper regulador en la dinàmica poblacional de l'espècie.

### Plantes nutrícies
Igual que Chrysiridia croesus i espècies del gènere Urania, C. rhipheus és una papallona d'hàbits especialistes, les erugues de la qual s'alimenten estrictament del gènere tropical Omphalea (Euphorbiaceae). Quatre espècies del gènere habiten a Madagascar, les quatre endèmiques de l'illa:
- O. ankarensis, un arbust que creix en sòls de pedra calcària del karst del nord.
- O. palmata, un arbust de selva tropòfila molt emparentat amb l'espècie anterior, però originari de l'oest de l'illa.
- O. occidentalis, un altre arbust de selva tropòfila, localitzat en la mateixa regió.
- O. oppositifolia, un arbre de la costa est de la selva de Madagascar.[23]

Omphalea, com molts altres membre de la família Euphorbiaceae, conté nectaris extraflorals que atrauen vespes polistines, que són depredadores de les erugues de l'espècie. Aquests nectaris també atreuen formigues que acostumen a protegir la planta, ja que s'alimenten d'aquest nèctar i dels insectes que es mengen el mateix vegetal. Tot i això, ignoren les larves de C. rhipheus, cosa que fa suposar que l'espècie alberga algun dissuasiu químic com a defensa primordial. Aquesta defensa prové de les mateixes plantes hostes, de forma que tant l'eruga com la pupa i l'imago d'ambdues espècies de Chrysiridia segresten i posteriorment excreten alcaloides polihidroxilats.

## Hàbits
A diferència de moltes arnes, vola durant el dia. Els seus colors brillants alerten als depredadors sobre la seva alta toxicitat, una estratègia observada també en altres arnes diürnes, com els zigènids. Un altre hàbit que té en comú amb altres papallones, és la postura de descans nocturn —amb les ales tancades en vertical. Durant les migracions, passen la nit reposant en grup. Aquest insecte vola al voltant de les copes dels arbres i en clarianes. A causa del fort vent, de vegades és elevada prop de 100 metres; quan això ocorre, es deixa caure a terra inertament i amb les ales tancades.

### Cicle de vida

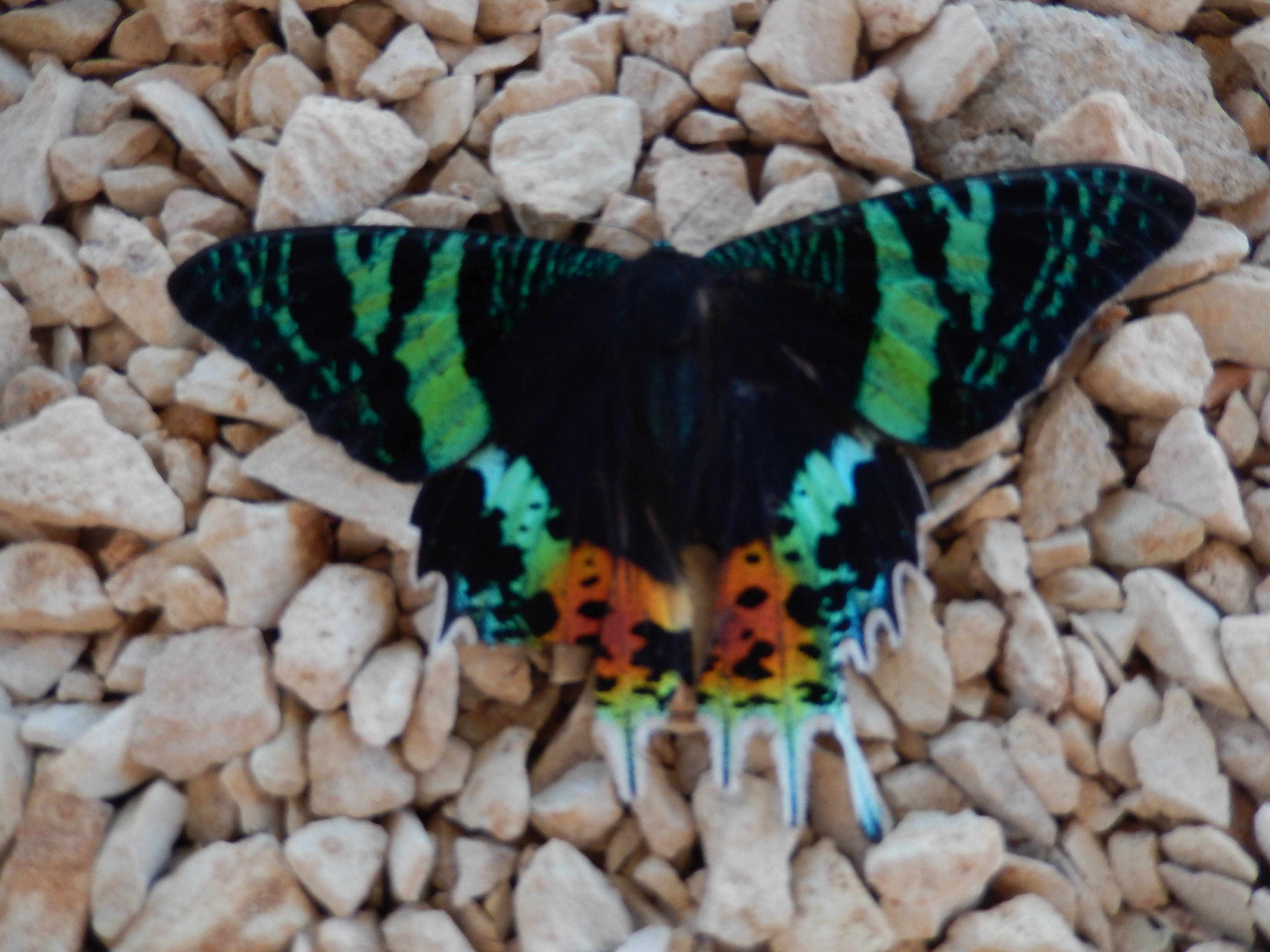
Imago prop de Mahajanga.

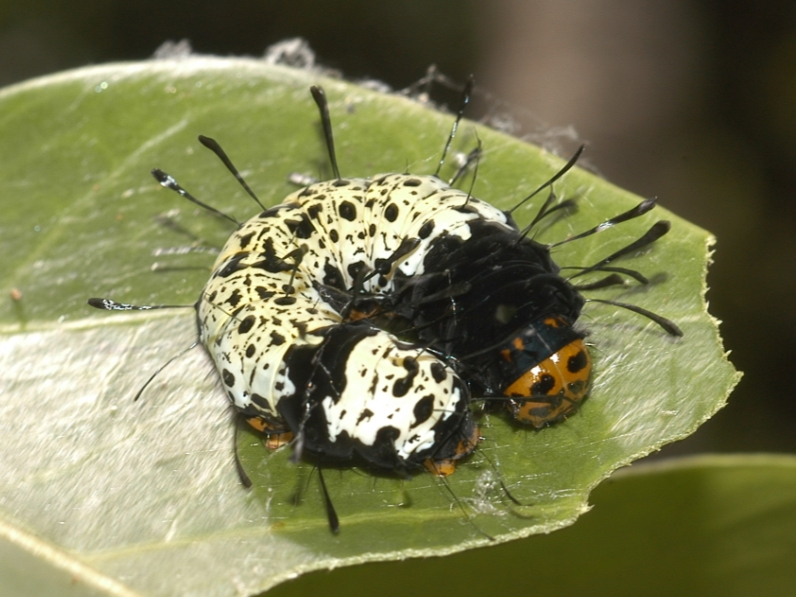
Eruga de C. rhipheus en el seu últim estadi

És una espècie polivoltina: completa diverses generacions durant tot l'any. El pic màxim de població s'observa de març a agost, mentre que el punt mínim va des d'octubre fins a desembre. Les femelles ponen els ous cap a la tarda o vespre i localitzen potencials llocs adients per l'oviposició visualment. Com els ous d'altres urànids, els de C. rhipheus són ovalats i presenten nervadures prominents. Un sol ou pesa prop d'1 mg i posseeix 17 nervadures, tot i que de vegades són 16 o 18. Generalment es ponen al revers de les fulles de la planta nutrícia, ocasionalment en la part superior, i en grups d'entre 60 i 110, essent 80 la mitjana.
Després de sortir de l'ou, les petites larves només es mengen el teixit existent entre les venes de les fulles (parènquima), per evitar el làtex tòxic i enganxifós que circula pels conductes i produït pels laticífers de la planta. Després de tres o quatre dies, les erugues també mengen flors, fruits, sarments, pecíols i tiges joves, a més de fulles, defoliant íntegrament la planta. S'alimenten particularment de les glàndules sota les fulles, prop del pecíols. En aquest moment, tenen defenses químiques suficients per afrontar el làtex sense que coaguli en l'aparell bucal. Mentre caminen, les larves excreten seda per l'aparell bucal amb un moviment del seu cap que descriu un vuit, cosa que evita que caiguin de les fulles i permet el seu retorn si això acaba passant. A pesar de tot, les fortes pluges poden precipitar-les a terra. Existeixen quatre estadis larvaris que duren dos mesos en l'estació càlida i dos mesos i mig duran la freda. La larva és blanquinosa i groguenca, amb taques negres i potes vermelles, recoberta de pèls. Té l'aspecte d'un excrement d'ocell. Com molts lepidòpters, té cinc parells d'apèndixs ambulatoris (falses potes) entre els segments tres i sis i en el desè, i tres parells de potes al tòrax.
Durant l'estació càlida i després de completar les quatre etapes d'eruga que utilitza per a créixer, teixeix en unes 10 hores una crisàlide que consisteix en una retícula de seda irregular i d'àmplia llum de malla. Es localitza o bé en la copa dels arbres o entre dos fulles de la planta nutrícia, però més freqüentment prop de terra, entre la molsa i l'escorça.
La duració de la metamorfosi varia segons l'estació de l'any. Així, es perllonga durant 17 dies al novembre, el mes més càlid, i 23 dies al juliol, el més fred. De cinc a sis dies abans de l'eclosió, es comença a veure el patró de les ales. La papallona acostuma a emergir duran la nit o quan hi ha poca llum, trencant la crisàlide des de la part superior, procés que dura uns sis minuts. Un cop fora de l'exúvia, l'insecte busca una superfície horitzontal en la se sosté per les quatre potes anteriors. Estén les ales en deu minuts, enviant hemolimfa per les venes alars. Després aleteja durant uns segons, espera 45 minuts per assentar-se i realitza de nou aquest exercici. Finalment, emprèn el vol, entre una hora i mitja i dues hores més tard.

### Fonts de nèctar

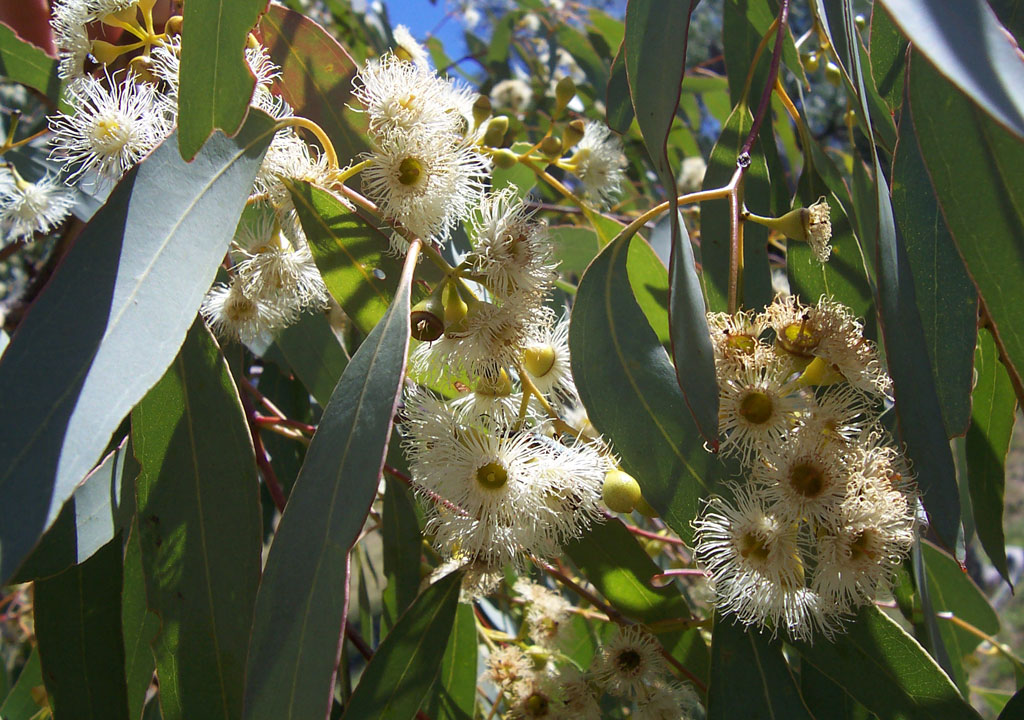
Inflorescència dEucalyptus melliodora
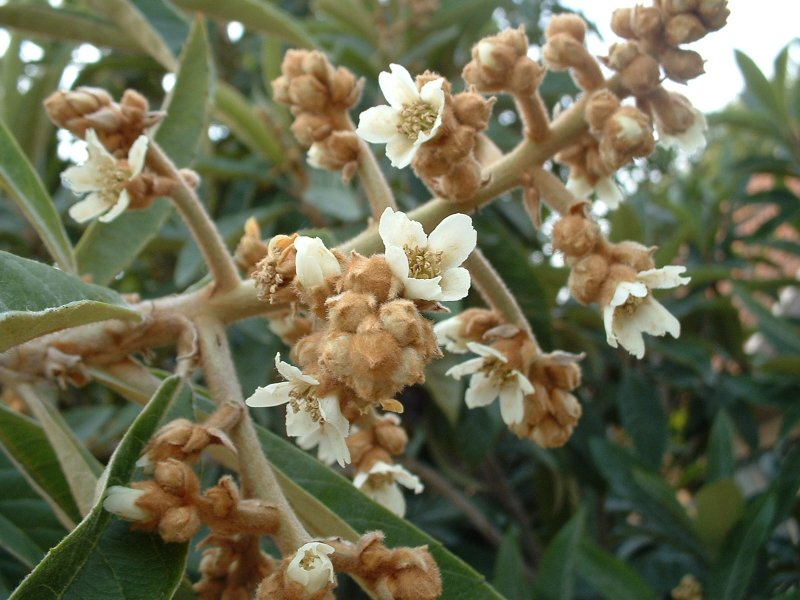
Inflorescència dEriobotrya japonica
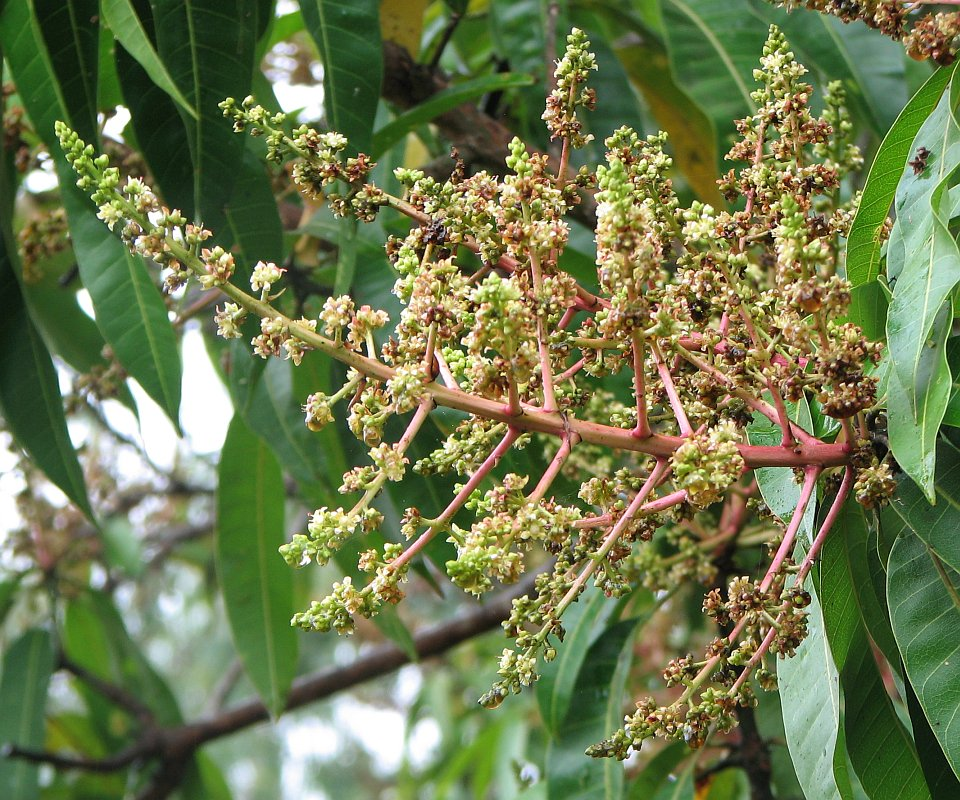
Inflorescència del mango (Mangifera)
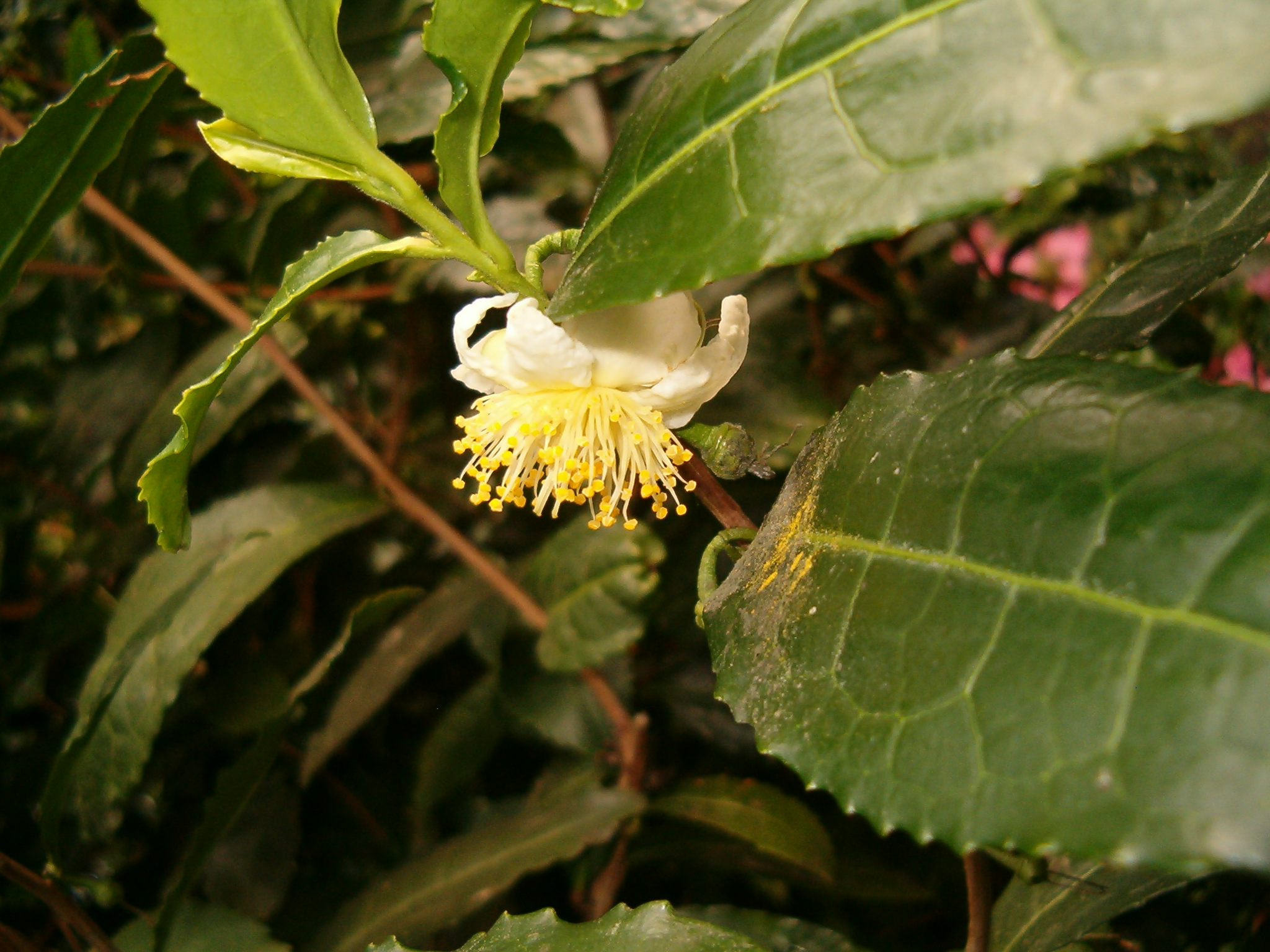
Flor de la planta del te (Camellia sinensis)

## En la cultura popular

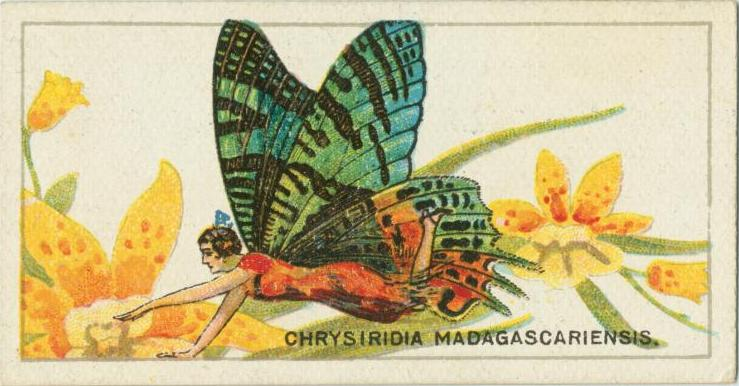
Una targeta de cigarrets on es representa la imatge d'una fada Chrysiridia madagascarensis.

Exemplars de Chrysiridia rhipheus en col·leccions
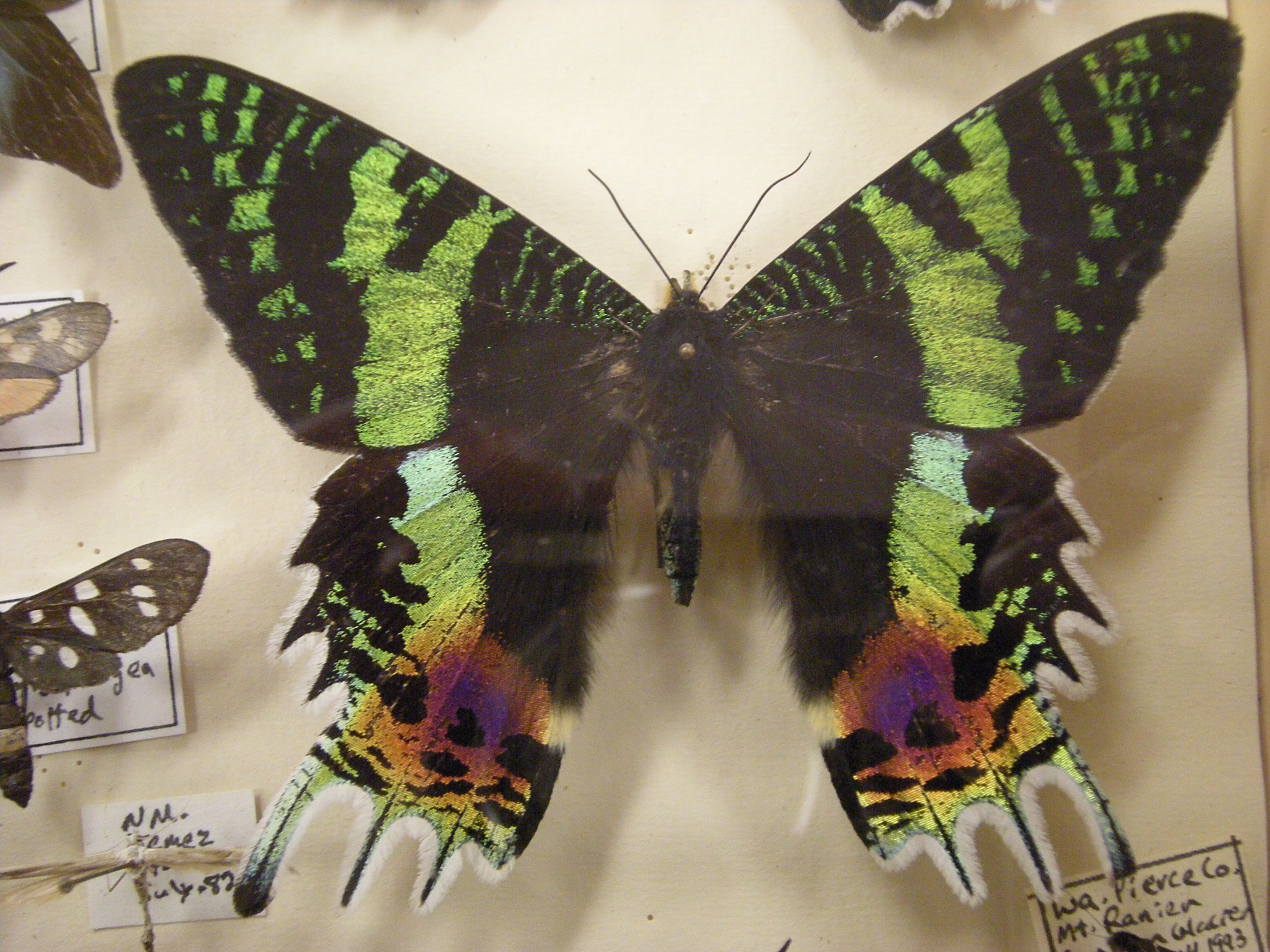
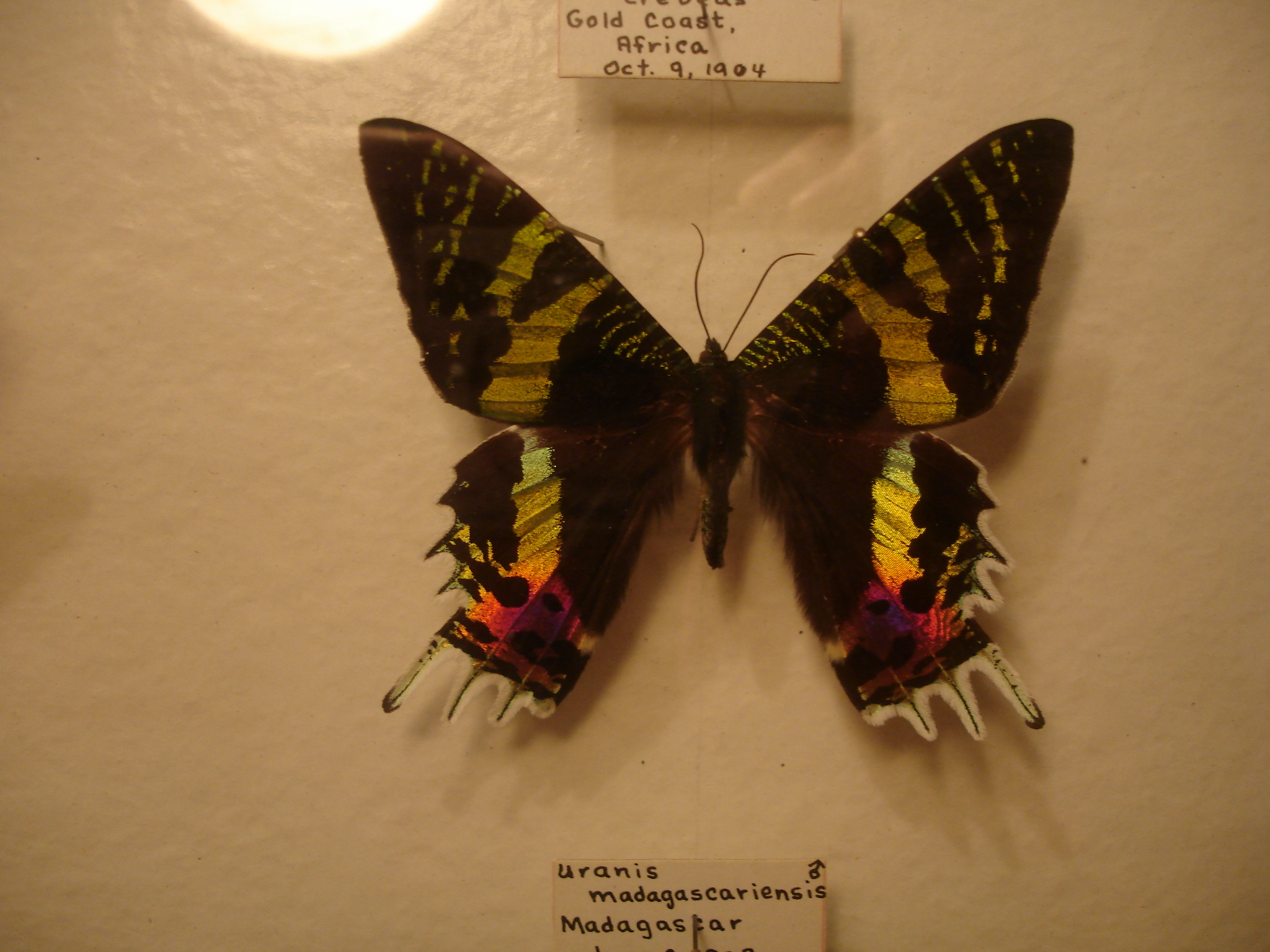
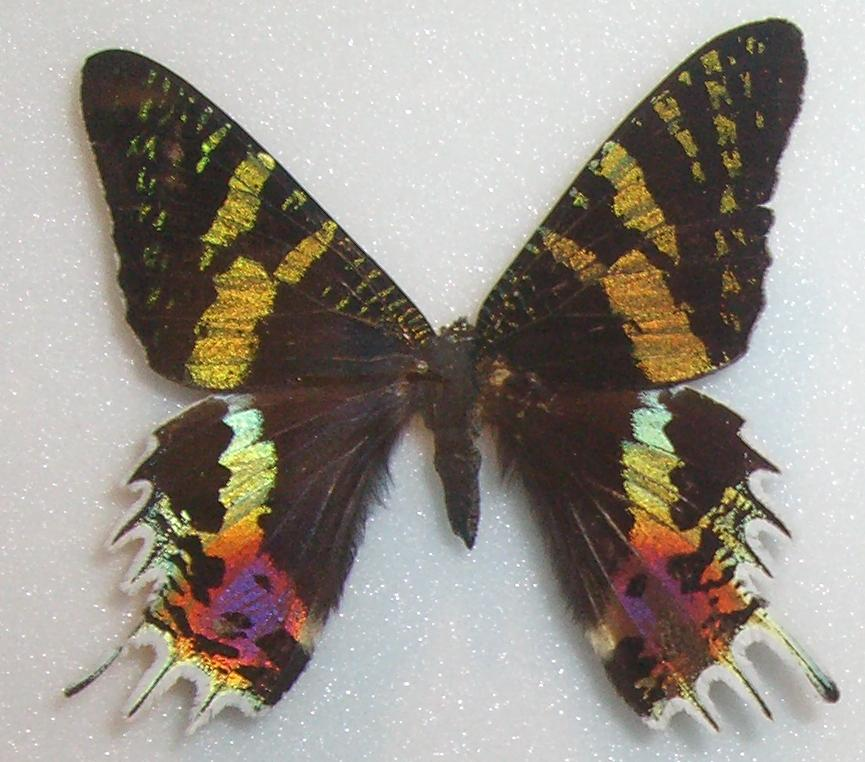
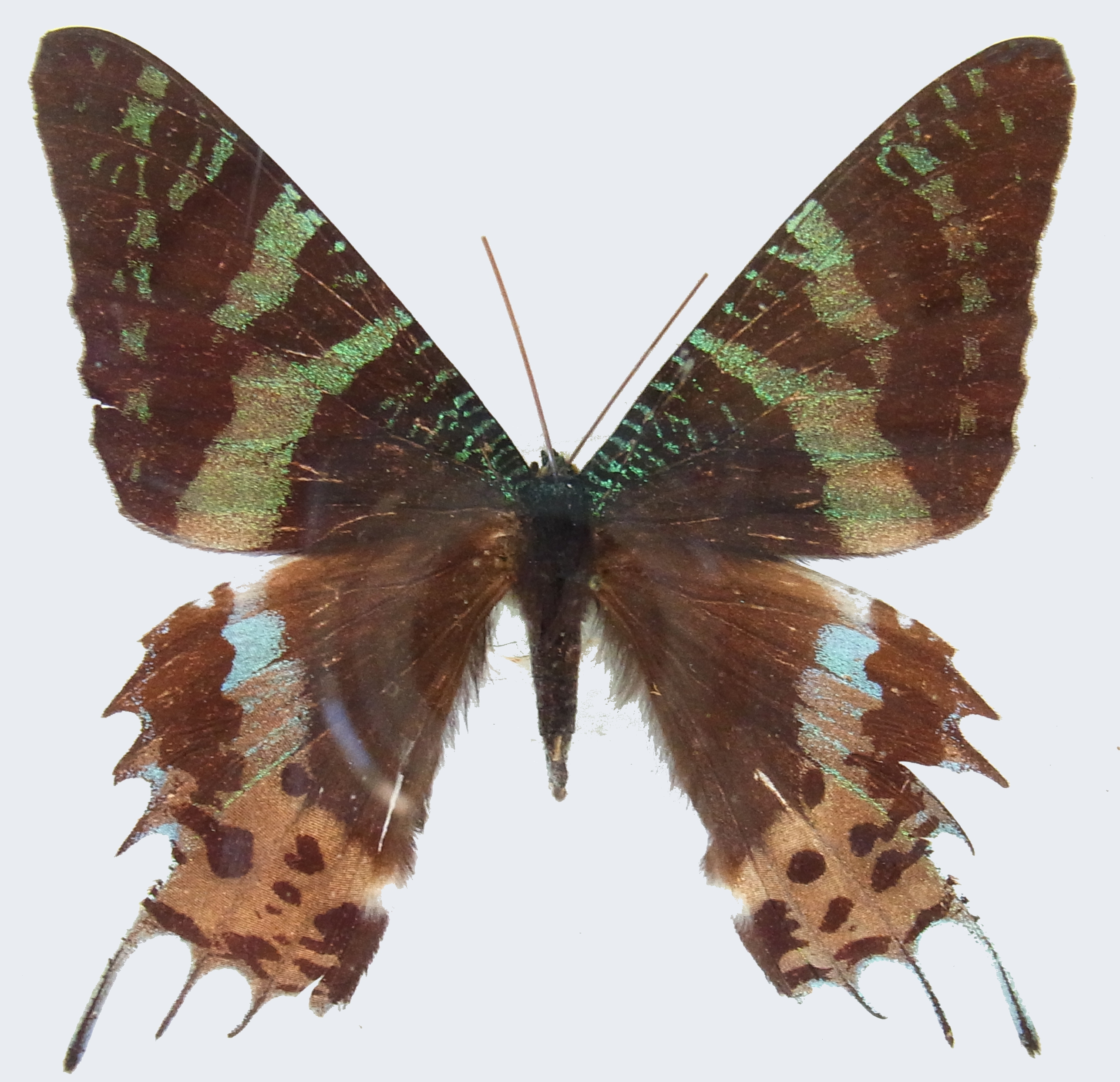